# Associazione Calcio Femminile Cagliari 1971
Questa voce raccoglie le informazioni riguardanti l'Associazione Calcio Femminile Cagliari nelle competizioni ufficiali della stagione 1971.

## Rosa
Tratta dai quotidiani sportivi nazionali.
| N. |                   | Ruolo | Calciatrice        |
| -- | ----------------- | ----- | ------------------ |
| 4  | Italia (bandiera) | C     | Myriam Barbarossa  |
| 12 | Italia (bandiera) | P     | Lucia Cacciuto     |
| 9  | Italia (bandiera) | A     | Cametto            |
| 6  | Italia (bandiera) | C     | Irene Caratzu      |
| 3  | Italia (bandiera) | D     | Cavras             |
| 6  | Italia (bandiera) | C     | Ferrolisio         |
| 3  | Italia (bandiera) | D     | Roberta Giovannini |
| 2  | Italia (bandiera) | D     | Greco              |

| N. |                   | Ruolo | Calciatrice           |
| -- | ----------------- | ----- | --------------------- |
| 10 | Italia (bandiera) | A     | Annamaria Melas       |
| 1  | Italia (bandiera) | P     | Rosanna Mura          |
| 4  | Italia (bandiera) | C     | Pilo                  |
| 9  | Italia (bandiera) | A     | Giuseppina Portoghese |
| 3  | Italia (bandiera) | D     | Costantina Sanna (C)  |
| 5  | Italia (bandiera) | C     | Marilena Sequenza     |
| 11 | Italia (bandiera) | A     | Maria Ausilia Sovrano |
| 7  | Italia (bandiera) | C     | Enrica Zanda          |